# Eugenia flosculifera
Syzygium flosculiferum là một loài thực vật thuộc họ Myrtaceae. Loài này có ở Malaysia và Singapore.